# Ivacevičy
Ivacevičy (bělorusky Івацэвічы, rusky Ивацевичи – Ivaceviči, polsky Iwacewicze, litevsky Ivasevičai) je město v Brestské oblasti Běloruska, správní středisko Ivacevického rajónu. K roku 2017 v něm žilo přes třiadvacet tisíc obyvatel.

## Poloha a doprava
Ivacevičy leží v severní části Brestské oblasti. Nejbližší okolní města jsou Bjaroza na jihozápadě a Baranavičy na severovýchodě. Přes Ivacevičy, Bjarozu i Baranavičy vede železniční trať a dálnice z Brestu do Minsku – které jsou zároveň i přirozenou dálkovou trasou mezi Varšavou a Moskvou.

## Dějiny
První zmínka je z roku 1654; z roku 1508 je zmínka v církevní knize Zelvy.
Od druhého dělení Polska patřily Ivacevičy do ruského impéria.
V meziválečném období byly Ivacevičy součástí druhé Polské republiky.
Za druhé světové války byly Ivacevičy od 24. června 1941 do 12. července 1944 obsazeny německou armádou.
V roce 1947 získaly Ivacevičy status sídla městského typu a od roku 1966 jsou městem.